# Csúcs Lászlóné
Dr. Csúcs Lászlóné (szül. Pospiech Halina, Kalisz, 1948. augusztus 14.) magyarországi lengyel gyógypedagógus, közéleti személyiség. 1998 és 2000 között az Országos Lengyel Kisebbségi Önkormányzat alelnöke, 2002 és 2006 között Újbuda Lengyel Önkormanyzatának elnökhelyettese, 2007 és 2014 között a Bem József Lengyel Kulturális Egyesület elnöke, 2008 és 2014 között az Országos Lengyel Önkormányzat elnöke, 2014 és 2018 között az Országgyűlés első lengyel nemzetiségi szószólója. Dr. Csúcs László egykori országgyűlési képviselő felesége.

## Életpályája
1948-ban született a lengyelországi Kaliszban. Szülővárosában, az A. Jagiellonki líceumban szerezte meg érettségijét. Ezt követően a poznańi Adam Mickiewicz Egyetem Bölcsészettudományi Karán kezdte meg egyetemi tanulmányait, ahol tanári diplomát szerzett. 1971-ben költözött Magyarországra, ekkor a pomázi Gyermek- és Ifjúságvédelmi Intézetnél vállalt munkát fejlesztőpedagógusként. Időközben elkezdte a Bárczi Gusztáv Gyógypedagógiai Főiskola gyógypedagógus szakát, ahol 1981-ben szerzett másoddiplomát. Az Intézet után a budapesti Diószeghy Sámuel utcai foglalkoztatóiskolánál helyezkedett el pedagógusként.
A rendszerváltást követően kezdett el a magyarországi lengyel közéletben aktívan részt venni a Bem József Lengyel Kulturális Egyesület keretein belül, tagja volt a helyi lengyel kisebbségi önkormányzatnak, később az Országos Lengyel Önkormányzat tagja, majd alelnökévé választották. 2009-ben, ciklus közben vette át a nemzetiségi önkormányzat elnöki tisztségét. A 2014-es országgyűlési választáson az első lengyel nemzetiségi lista első helyén szerepelt. Mivel a lista nem szerzett kedvezményes mandátumot, így az első lengyel nemzetiségi szószólóvá választották. Emiatt lemondott az Országos Lengyel Önkormányzatnál betöltött pozíciójáról. Szószólói tevékenysége során Kövér Lászlóval, az Országgyűlés elnökével közös határozati javaslatot nyújtott be két, a második világháború során embermentő tevékenységet végző személy, a lengyel Henryk Sławik, illetve a magyar idősebb Antall József halálozási évfordulóinak emlékére, amit az Országgyűlés nagy többséggel elfogadott. A 2018-as országgyűlési választáson nem indult.
Közéleti szerepvállalása mellett több magyarországi lengyel lap, így a Polonia Węgierska és a Glos Polonii hasábjain jelentetett meg publicisztikákat és tárcákat, valamint lengyel tolmácsként is működött. 

## Díjai, elismerései
- Zloty Medal Opiekuna Miejsc Pamieci Narodowej – a magyarországi lengyel emlékhelyek megőrzése érdekében kifejtett munkásságért (2010)
- A Magyar Érdemrend lovagkeresztje (2012)
- A Lengyel Köztársasági Érdemérem tisztikeresztje (2014)
- TVP Polonia Lengyelországért és külhoni lengyelekért díj (2017)
- Bene Merito (2017)
- A Magyar Érdemrend lovagkeresztje (2021)